# Swainocythere
Swainocythere is een geslacht van kreeftachtigen uit de klasse van de Ostracoda (mosselkreeftjes).

## Soorten
- Swainocythere chejudoensis Ishizaki, 1981
- Swainocythere nanseni (Joy & Clark, 1981) Correge, Ayress & Drapala, 1993